# OUTGROW
《OUTGROW》는 보아가 일본에서 발매한 4번째 정규 앨범이다. 베스트 앨범 《BEST OF SOUL》 이후 발매된 싱글들의 타이틀 곡과 커플링 곡을 포함하여 총 14곡이 수록되었다. 앨범 신곡은 총 5곡으로, 보아의 일본 정규 앨범들 중 앨범 신곡이 가장 적다. 싱글로 먼저 발매된 곡들 중에는 싱글 〈抱きしめる〉의 커플링 곡인 〈Before you said good-bye to me〉만 이 앨범에 수록되지 않았다.
싱글 〈DO THE MOTION〉의 커플링 곡인 〈With U〉에서 처음 보아와 함께 작업을 한 다나카 나오의 곡들이 앨범의 주축을 이루고 있다. 첫 트랙인 〈Silent Screamerz〉와 앨범의 타이틀 격인 〈OUTGROW~Ready butterfly~〉의 작곡과 편곡을 맡았는데, 두 곡 모두 빠르고 강렬한 댄스 곡이다. 다나카 나오는 이 후 앨범 《MADE IN TWENTY (20)》의 첫 트랙 〈Lady Galaxy〉도 작곡했다.
앨범의 마지막 트랙 〈First snow〉는 2005년 12월 7일 발매된 디지털 앨범 《Merry Christmas From BoA》에 수록되었던 곡으로, CD로 발매된 것은 《OUTGROW》가 처음이다. 보아가 작사한 곡으로, 곡의 끝부분에 한국어로 "사랑해"라는 가사가 나온다.
보아의 앨범들 중 처음으로 CD 판과 CD+DVD 판의 자켓이 다른 형태로 발매되었고, 대한민국에 라이선스 버전이 일본 발매 일주일 후인 2월 22일에 발매되었다.

## 방송 출연 목록
| OUTGROW         |                                     |                                                                                       |
| 2006년 2월 10일 | 아사히TV Music Station              | 키미노토나리데                                                                        |
| 2006년 2월 11일 | TBS CDTV                            | 앨범소개                                                                              |
| 2006년 2월 13일 | 후지TV HEY! HEY! HEY!               |                                                                                       |
| 2006년 2월 16일 | TBS 우타방                          | Everlasting                                                                           |
| 2006년 2월 16일 | 후지TV 톤네루즈 여러분 덕택입니다   |                                                                                       |
| 2006년 2월 18일 | 후지TV MUSIC FAIR 21                | Do the motion, Everlasting                                                            |
| 2006년 2월 24일 | 후지TV 보쿠라노 온가쿠              | Listen to my heart, Love,Love,Love                                                    |
| 2006년 2월 27일 | 코베 콜렉션                         | Valenti, Everlasting                                                                  |
| 2006년 3월 4일  | 아사히TV 스마스테이션               | 앨범소개                                                                              |
| 2006년 3월 6일  | 아사히TV BoA “OUTGROW” special live | 다키시메루, make a secret, 키미노토나리데 OUTGROW, Do the motion, With U, Everlasting |

## 트랙 리스트
| CD (Disc 1)  | CD (Disc 1)                     | CD (Disc 1)                                                                                | CD (Disc 1)                                                                                | CD (Disc 1)                     |                                 |
| 트랙         | 수록곡                          | 작사·작곡·편곡                                                                             | 작사·작곡·편곡                                                                             | 길이                            |                                 |
| ------------ | ------------------------------- | ------------------------------------------------------------------------------------------ | ------------------------------------------------------------------------------------------ | ------------------------------- | ------------------------------- |
| 01           | Silent Screamerz                | 작사 : jam / 작곡·편곡：다나카 나오                                                        | 작사 : jam / 작곡·편곡：다나카 나오                                                        | 3분 29초                        |                                 |
| 02           | DO THE MOTION                   | 작사 : 와타나베 나쓰미 / 작곡 : 구즈야 요코 편곡 : YANAGIMAN                               | 작사 : 와타나베 나쓰미 / 작곡 : 구즈야 요코 편곡 : YANAGIMAN                               | 4분 13초                        |                                 |
| 03           | キミのとなりで [그대의 옆에서]  | 작사 : 야마모토 나루미 / 작곡 : 구즈야 요코 편곡 : 마쓰바라 겐                             | 작사 : 야마모토 나루미 / 작곡 : 구즈야 요코 편곡 : 마쓰바라 겐                             | 5분 9초                         |                                 |
| 04           | OUTGROW~Ready butterfly~        | 작사：가토 겐 / 작곡·편곡 : 다나카 나오                                                    | 작사：가토 겐 / 작곡·편곡 : 다나카 나오                                                    | 3분 19초                        |                                 |
| 05           | make a secret                   | 작사 : 야마모토 나루미 / 작곡 : 아사다 마사아키 편곡 : YANAGIMAN                           | 작사 : 야마모토 나루미 / 작곡 : 아사다 마사아키 편곡 : YANAGIMAN                           | 4분 47초                        |                                 |
| 06           | Everlasting                     | 작사 : 보아, 와타나베 나쓰미 / 작곡·편곡 : 하라 가즈히로                                   | 작사 : 보아, 와타나베 나쓰미 / 작곡·편곡 : 하라 가즈히로                                   | 5분 25초                        |                                 |
| 07           | LONG TIME NO SEE                | 작사 : 보아, 와타나베 나쓰미 / 작곡 : 사카즈메 미사코 편곡 : 하루카와 히토시               | 작사 : 보아, 와타나베 나쓰미 / 작곡 : 사카즈메 미사코 편곡 : 하루카와 히토시               | 3분 56초                        |                                 |
| 08           | cosmic eyes                     | 작사 : MIZUE / 작곡·편곡 : AKIRA                                                           | 작사 : MIZUE / 작곡·편곡 : AKIRA                                                           | 3분 39초                        |                                 |
| 09           | 抱きしめる [안아줄게]           | 작사 : 와타나베 나쓰미 / 작곡·편곡 : 하라 가즈히로                                         | 작사 : 와타나베 나쓰미 / 작곡·편곡 : 하라 가즈히로                                         | 3분 48초                        |                                 |
| 10           | Love is just what you can't see | 작사 : 소노다 료지 / 작곡 : 보아, 마쓰바라 겐 편곡 : 마쓰바라 겐                           | 작사 : 소노다 료지 / 작곡 : 보아, 마쓰바라 겐 편곡 : 마쓰바라 겐                           | 5분 6초                         |                                 |
| 11           | Stay My Gold                    | 작사 : MIZUE / 작곡 : 와타나베 미키 편곡 : K-Muto(SOYSOUL)                                 | 작사 : MIZUE / 작곡 : 와타나베 미키 편곡 : K-Muto(SOYSOUL)                                 | 5분 29초                        |                                 |
| 12           | soundscape                      | 작사 : Dieter Bohlen, Colin Campsie 일본어 작사 : 야마모토 나루미 / 편곡 : K-Muto(SOYSOUL) | 작사 : Dieter Bohlen, Colin Campsie 일본어 작사 : 야마모토 나루미 / 편곡 : K-Muto(SOYSOUL) | 4분 11초                        |                                 |
| 13           | With U                          | 작사 : 보아 / 작곡 : 고모리타 미노루 / 편곡 : 다나카 나오                                  | 작사 : 보아 / 작곡 : 고모리타 미노루 / 편곡 : 다나카 나오                                  | 3분 57초                        |                                 |
| 14           | First snow                      | 작사 : 보아 / 작곡·편곡 : 하라다 다쿠야, JUNKOO                                            | 작사 : 보아 / 작곡·편곡 : 하라다 다쿠야, JUNKOO                                            | 4분 20초                        |                                 |
| DVD (Disc 2) |                                 |                                                                                            |                                                                                            |                                 |                                 |
| 01           | DO THE MOTION (VIDEO CLIP)      | DO THE MOTION (VIDEO CLIP)                                                                 | DO THE MOTION (VIDEO CLIP)                                                                 | DO THE MOTION (VIDEO CLIP)      | DO THE MOTION (VIDEO CLIP)      |
| 02           | make a secret (VIDEO CLIP)      | make a secret (VIDEO CLIP)                                                                 | make a secret (VIDEO CLIP)                                                                 | make a secret (VIDEO CLIP)      | make a secret (VIDEO CLIP)      |
| 03           | 抱きしめる (VIDEO CLIP)         | 抱きしめる (VIDEO CLIP)                                                                    | 抱きしめる (VIDEO CLIP)                                                                    | 抱きしめる (VIDEO CLIP)         | 抱きしめる (VIDEO CLIP)         |
| 04           | Everlasting (VIDEO CLIP)        | Everlasting (VIDEO CLIP)                                                                   | Everlasting (VIDEO CLIP)                                                                   | Everlasting (VIDEO CLIP)        | Everlasting (VIDEO CLIP)        |
| 05           | 메이킹 / 오프 쇼트 (VIDEO CLIP) | 메이킹 / 오프 쇼트 (VIDEO CLIP)                                                            | 메이킹 / 오프 쇼트 (VIDEO CLIP)                                                            | 메이킹 / 오프 쇼트 (VIDEO CLIP) | 메이킹 / 오프 쇼트 (VIDEO CLIP) |